# Dick Rowland
Dick Rowland (1902 [carece de fontes?]) foi um homem estadunidense e engraxate de sapatos que pelo fato de ser negro foi detido em maio de 1921 quando tinha 19 anos após entrar no elevador de um edifício do centro de Tulsa onde existia o único banheiro permitido para uso de pessoas negras, a justificativa para sua captura foi de tentativa de estupro da adolescente ascensorista Sarah Page que deu um grito enquanto Rowland estava no elevador, possívelmente porque ele sem querer pisou em seu pé. Depois do episódio de sua prisão, por conta do racismo, da segregação racial, do costume de parte da população branca de promover lichamentos e ressentimentos pelo fato de que muitos negros daquela região eram prósperos, ocorreram vários episódios de violência contra a população negra, culminando no que ficou conhecido como Distúrbios raciais de Tulsa em 1921. A adolescente branca, que supostamente havia sido atacada, não quis continuar com as acusações.

## Biografia
O nome de nascimento de Rowland era Jimmie Jones. É desconhecido o seu local de nascimento, mas por volta de 1908 ele e suas irmãs era órfãos vivendo em Vinita, Oklahoma. Jones foi informalmente adotado por Damie Ford, uma mulher afro-americana. Aproximadamente em 1909, Ford e Jones mudaram-se para Tulsa, Oklahoma, para juntar-se com a família de Ford, os Rowlands. Eventualmente, Jones tomou Rowland como seu último nome, e escolheu o seu primeiro nome favorito, Dick. Rowland frequentava as escolas segregadas, incluindo a Booker T. Washington High School.
Ele acabou por abandonar a escola para trabalhar engraxando sapatos em um estabelecimento de propriedade e frequentado por homens brancos na avenida principal da cidade, no centro de Tulsa. Como Tulsa era uma cidade segregada, onde as Leis de Jim Crow estavam em vigor, as pessoas negras não eram autorizadas a utilizar as instalações sanitárias utilizadas por pessoas brancas. Não havia nenhuma instalação separada para negros no salão onde Rowland trabalhava e o proprietário tinha arranjado para os empregados pretos um banheiro para usar no piso superior do edifício nas proximidades do local.
Em 30 de maio de 1921, Rowland tentava entrar no elevador do prédio e, embora os fatos exatos sejam desconhecidos ou disputados, de acordo com os relatos mais aceitos, ele tropeçou e, tentando não cair, agarrou-se na primeira coisa que ele pode, que passou a ser o braço da operadora de elevador, Sarah Page, então com 17 anos de idade. Assustada, a operadora de elevador gritou e um funcionário branco de uma loja do primeiro andar chamou a polícia para relatar ocorrido, tendo Rowland fugido do local em seguida. O secretário branco no primeiro andar relatou o incidente como uma tentativa de assalto.
Rowland foi preso no dia seguinte, em 31 de maio de 1921. As ações subsequentes por cidadãos brancos em uma aparente tentativa de linchar Rowland, e por cidadãos pretos tentando protegê-lo, provocou um tumulto que durou 16 horas e causou a destruição por mais de 35 quarteirões da cidade e 1.256 residências em um próspero bairro Afro-americano de Tulsa, e mais de 800 ferimentos e as mortes de 300 pretos e 13 brancos.
O caso contra Dick Rowland foi arquivado no final de setembro de 1921. O arquivamento seguiu da recepção de uma carta do advogado do condado que defendia Sarah Page onde afirmava que a mesma não queria continuar com as acusações.
Segundo Damie Ford, quando Rowland foi libertado ele imediatamente deixou Tulsa, e foi para Kansas City. Pouco mais se sabe publicamente sobre o restante de sua vida.